# Dicranota (Rhaphidolabis) pallidithorax
Dicranota (Rhaphidolabis) pallidithorax is een tweevleugelige uit de familie Pediciidae. De soort komt voor in het Oriëntaals gebied.